# Tripsacum andersonii
Tripsacum andersonii är en gräsart som beskrevs av J.R.Gray. Tripsacum andersonii ingår i släktet Tripsacum och familjen gräs. Inga underarter finns listade i Catalogue of Life.